# Prix Michel-Tremblay
Le Prix Michel-Tremblay est un prix littéraire québécois annuel.
Nommé en l'honneur de l'écrivain québécois, Michel Tremblay, ce prix est décerné aux auteurs canadiens ou résidents canadiens pour leurs créations dramatiques.
Chaque année le Centre des auteurs dramatiques remet le prix Michel-Tremblay, qui contribue à la reconnaissance de l’écriture dramatique de langue française au Québec en soulignant l’excellence d’un texte récemment créé à la scène,,
Pour être admissible au prix Michel-Tremblay, l’auteur doit être canadien ou résident canadien. Il peut soumettre un ou plusieurs textes dans la mesure où le texte a été créé professionnellement, en version originale française, au Canada ou à l’étranger. Le producteur du spectacle doit être une compagnie professionnelle reconnue, soit par le Centre des auteurs dramatiques, soit par une association de compagnies de théâtre. Les textes collectifs et les adaptations théâtrales ne sont pas admissibles.

## Lauréats
2009 - René-Daniel Dubois, Bob : théâtre
2010 - Jennifer Tremblay, La liste : récit théâtral
2010 - David Paquet, Porc-épic
2011 - Michel Ouellette, La guerre au ventre : théâtre
2012 - Larry Tremblay, Cantate de guerre
2013 - Guillaume Corbeil, Nous voir nous : cinq visages pour Camille Brunelle : théâtre
2014 - François Archambault, Tu te souviendra de moi: théâtre
2015 - Olivier Choinière, Ennemi public
2016 - Pascal Brullemans, Ce que nous avons fait
2017 - Christine Beaulieu, J'aime Hydro
2018 - Martin Bellemare, Moule Robert
2019 - Annick Lefebvre, Colonisées
2020 - Rébecca Déraspe, Ceux qui se sont évaporés : théâtre
2021-2022 - Marie-Claude Verdier, Seeker
2023 - Rébecca Déraspe, Les glaces